# 鳳凰溪

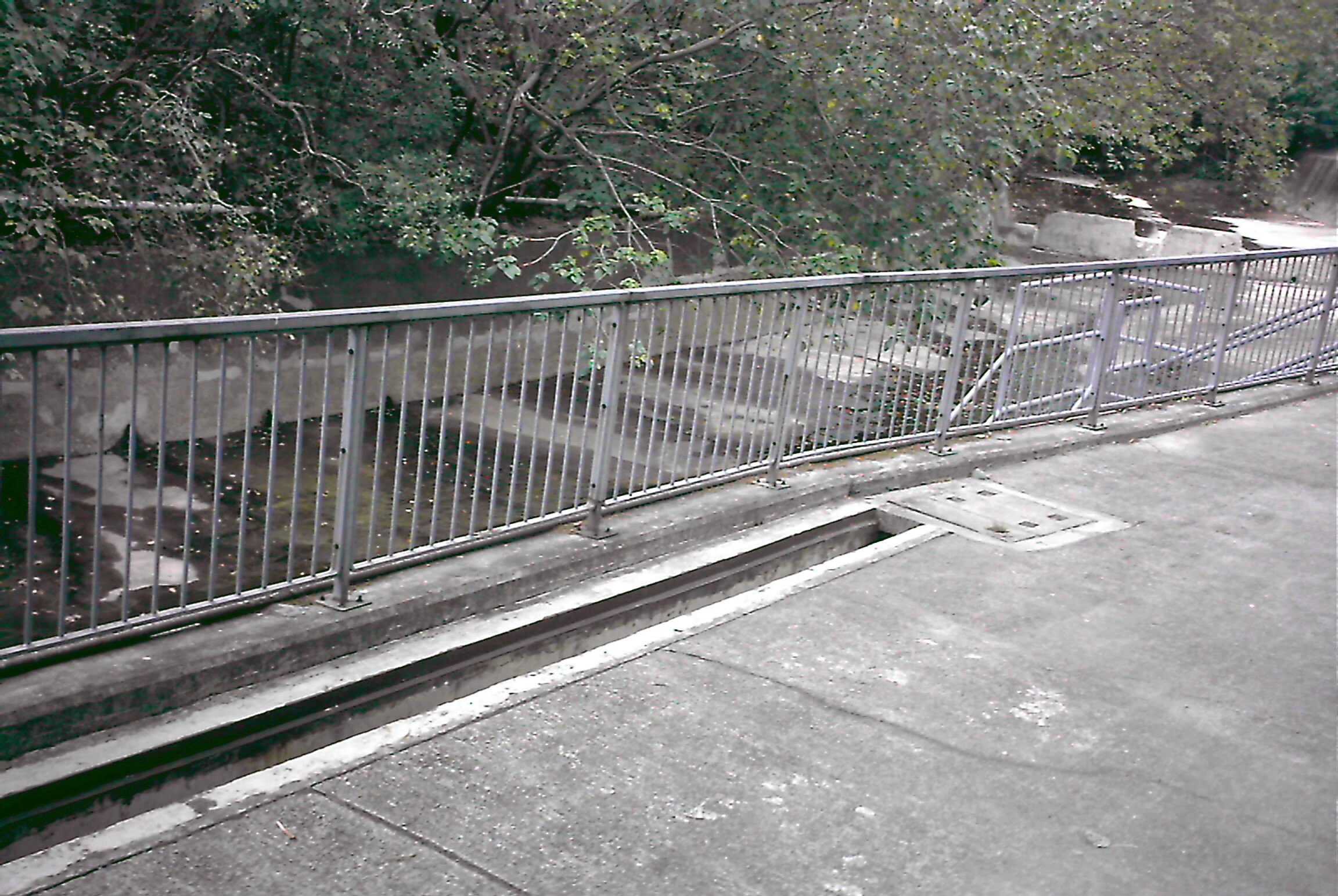
鳳凰溪與啟德明渠的接口處（2008年11月）

鳳凰溪（Fung Wong Kai Stream）位於香港的九龍之黃大仙區的鑽石山西麓的人工一道天然溪澗，它從高地從北流至南部的啟德明渠，目前已被修築成一道混凝土去水道。

## 歷史
- 根據香港的華僑日報在1949年2月初版的的《香港年鑑》第地五頁及1950年8月初版的《香港、九龍、新界旅行手冊》第25頁的綜合記載：
  - 鑽石山得名於鳳凰溪中的鵝卵石，這種石塊無慮幾萬，山泉沖刷，水聲淙淙，遊者在清澈的山泉中，少不得除下鞋襪，濯足一下。
  - 鑽石山的西麓，在到慈雲山去的路上，便是歷史悠久的「香港九龍居民聯合會」所辦的「竹園洞游泳池」，這座園林式的游泳場，附有小型動物園及滾軸溜冰場，洞裡游泳池有高級及初級兩個混凝土淡水池，水源由「鳳凰溪」引到。十分雅緻，暑天遊人固然很多，冬天遊人也不少。

## 參見

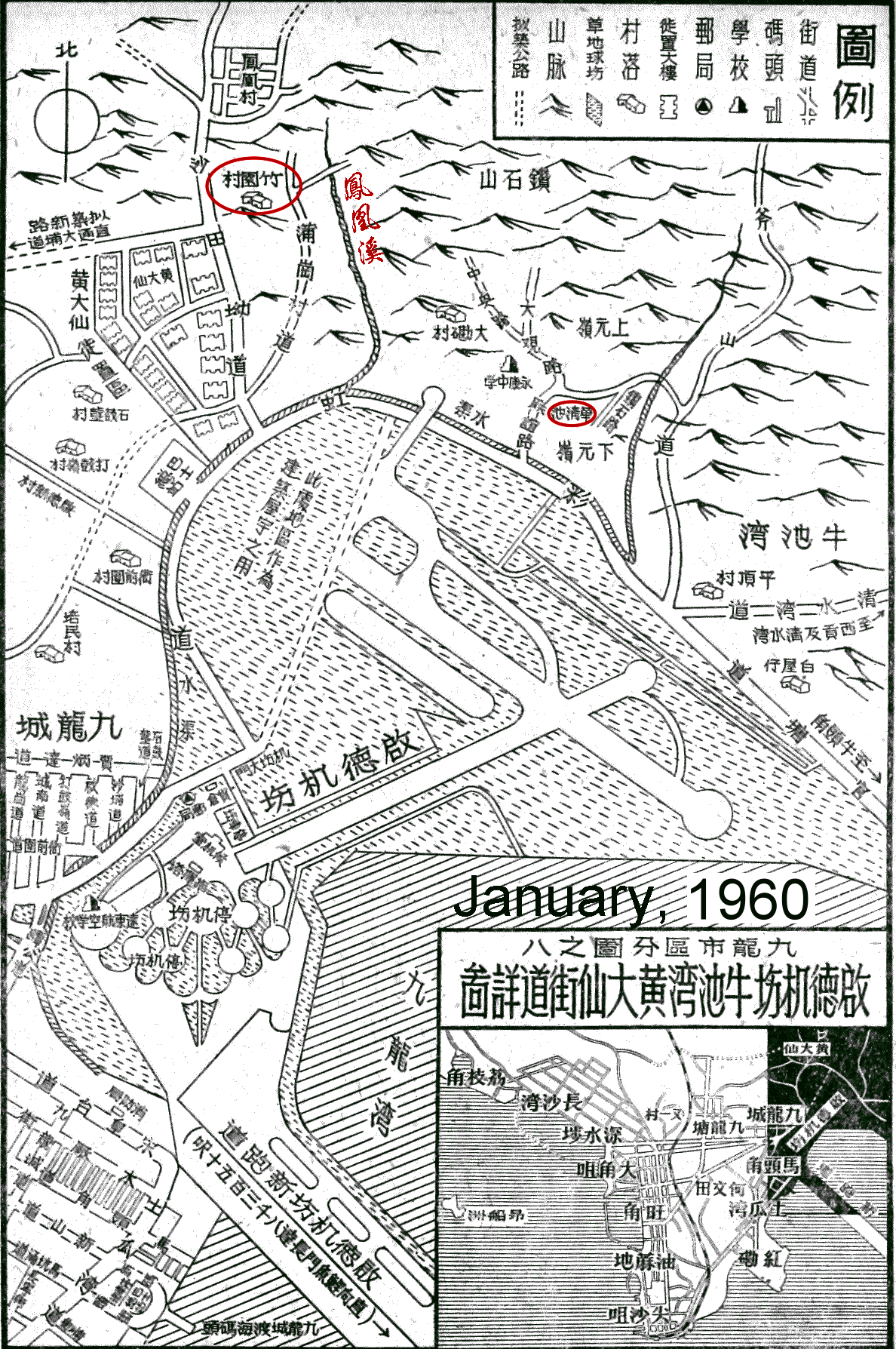
鳳凰溪的位置圖（1960年1月）
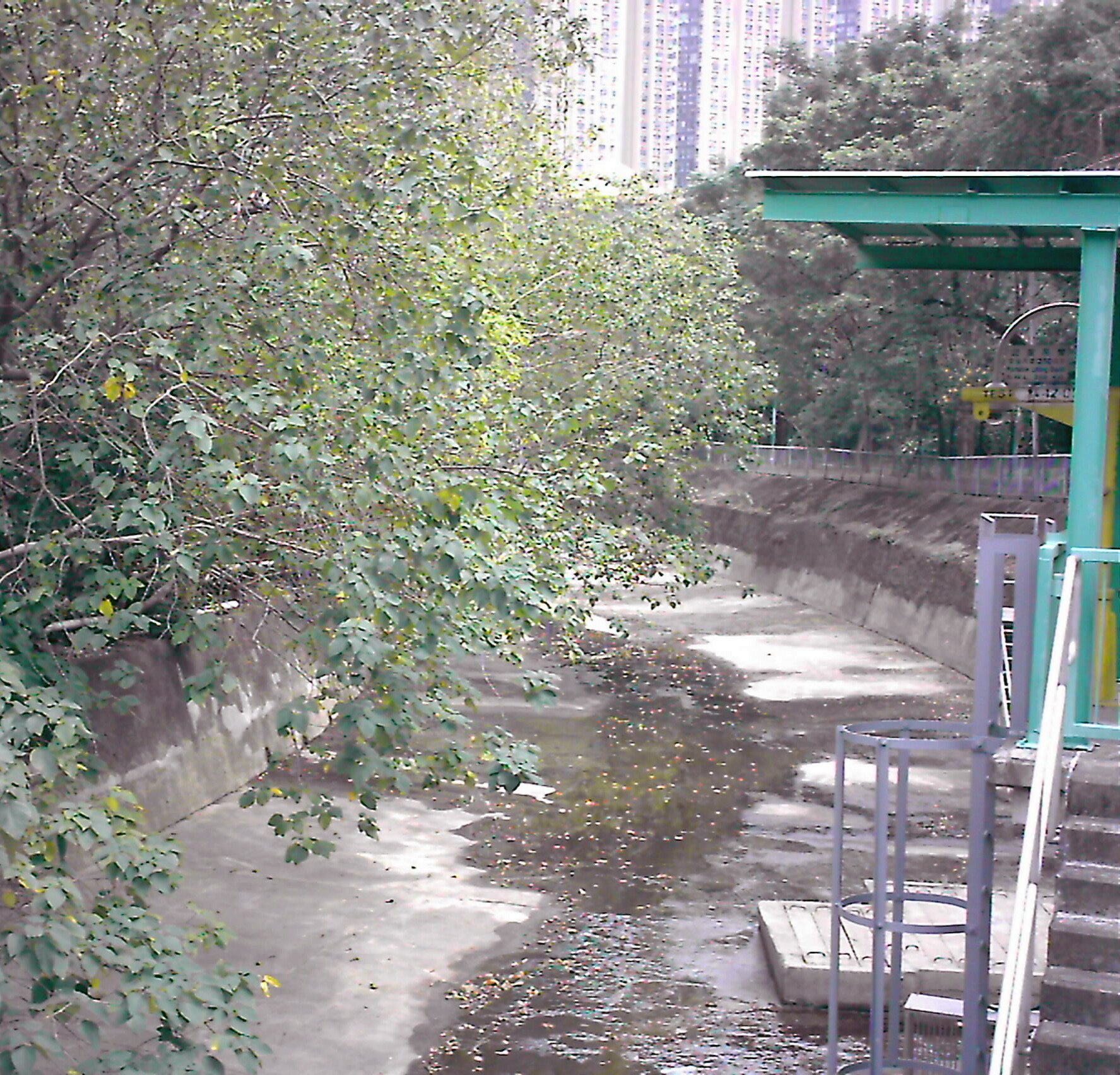
鳳凰溪的下游（2008年11月）